# Castelo (Lissabon)
Castelo ist eine portugiesische Stadtgemeinde (Freguesia) im 1. Bairro der Hauptstadt Lissabon. Sie umfasst den ummauerten Burghof des Castelo de São Jorge. Gegründet wurde die Gemeinde 1147. Sie ist damit die älteste und mit 367 Einwohnern (Stand 30. Juni 2011) auch eine der kleinsten Stadtgemeinden Lissabons.
Die Verwaltung befindet sich im Casa do Governador.

## Bauwerke

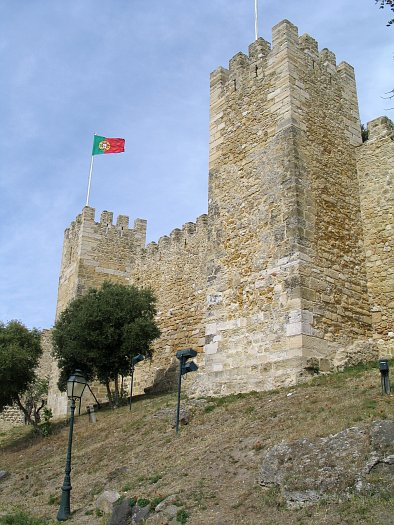
Mauer des Castelo São Jorge

- Castelo de São Jorge
- Casa do Governador
- Igreja de Santa Cruz do Castelo